# Mischa Meier
Mischa Meier (* 13. Juni 1971 in Dortmund) ist ein deutscher Althistoriker. Meier lehrt seit 2004 als Professor an der Universität Tübingen und gilt international als ausgewiesener Kenner der Spätantike. Für 2022 wurde ihm ein Gottfried Wilhelm Leibniz-Preis zugesprochen.

## Leben und Wirken
Mischa Meier studierte nach seinem Abitur am altsprachlich ausgerichteten Essener Burggymnasium im Jahr 1990 als Stipendiat der Studienstiftung des deutschen Volkes an der Ruhr-Universität Bochum Klassische Philologie, Geschichte und Pädagogik. 1998 wurde er dort bei Karl-Wilhelm Welwei mit einer Arbeit über Aristokraten und Damoden. Untersuchungen zur inneren Entwicklung Spartas im 7. Jh. v. Chr. und zur politischen Funktion der Dichtung des Tyrtaios promoviert. Bereits Ende 2002 folgte die Habilitation an der Universität Bielefeld; Thema war nun die Spätantike, genauer: die Zeit Justinians. Die 2003 publizierte Habilitationsschrift Das andere Zeitalter Justinians lehnte sich vom Namen her an die klassische Arbeit von Berthold Rubin (Das Zeitalter Justinians, 1960) an, interpretierte die Herrschaft dieses „letzten römischen Imperators“, der an einer Zeitenwende stand, jedoch wesentlich negativer: Die Zäsur, die die krisenhaften Jahre 540–42 für Justinians Herrschaft darstellten, wurde dabei von Meier besonders betont. Kernthema der vielbeachteten Arbeit sind Katastrophenängste und Endzeiterwartungen der Bevölkerung, ausgelöst unter anderem durch die so genannte Justinianische Pest, Naturkatastrophen und Kriegsgräuel. Infolgedessen habe sich die Bevölkerung verstärkt der Religion zugewandt, und zugleich habe sich durch Liturgisierung und Hypersakralisierung auch der Charakter des spätrömischen Kaisertums gewandelt. 2004 folgte eine Synthese der umfangreichen Arbeit in der Reihe Beck Wissen. Im selben Jahr wurde Meier auf dem Deutschen Historikertag in Kiel für seine Neuinterpretation Justinians ausgezeichnet.
Von 1999 bis 2004 war Meier als wissenschaftlicher Assistent an der Universität Bielefeld tätig, seit dem Herbst 2004 war er zunächst C3- und ist jetzt W3-Professor an der Universität Tübingen. Von Oktober 2006 bis September 2008 war er Dekan der Fakultät für Philosophie und Geschichte. Seit 2016 ist Meier Sprecher des Sonderforschungsbereichs 923 „Bedrohte Ordnungen“. Meier hat zahlreiche Publikationen zu weiteren Themen vorgelegt. Eine große Rolle spielt dabei die spätantike Historiographie (unter anderem der Historiker Prokopios); zudem ist Meier Herausgeber mehrerer wichtiger Sammelbände, etwa zum Thema Pest. 2009 erschien eine Monographie zum oströmischen Kaiser Anastasius, 2019 dann eine umfangreiche Gesamtdarstellung der Völkerwanderungszeit. Seine weiteren Forschungsgebiete sind das archaische und frühklassische Griechenland (vor allem die Geschichte Spartas), der römische Prinzipat sowie die Rezeptionsgeschichte der Antike in Musik und Literatur des 19. und 20. Jahrhunderts sowie im Historienfilm.
Seit 2008 ist Meier Mitherausgeber des Online-Rezensionsjournals sehepunkte; seit 2014 überdies auch einer der Herausgeber der international renommierten Fachzeitschrift Historia. Meier ist ordentliches Mitglied der Heidelberger Akademie der Wissenschaften. Rufe an die Ruhr-Universität Bochum (2007), die Universität Freiburg im Breisgau (2009) und die Universität Potsdam (2016) hat er abgelehnt. Für 2012 erhielt er den Preis der Aby-Warburg-Stiftung zugesprochen, 2015 bekam er den Karl-Christ-Preis und 2021 wurde sein Werk Geschichte der Völkerwanderung mit dem WISSEN!-Sachbuchpreis der wbg ausgezeichnet.
Ebenfalls von Meier stammt der 1996 im ersten Band des Neuen Pauly veröffentlichte Artikel „Apopudobalia“, der die Ursprünge des gerade im damaligen Standort des Verfassers (Bochum) beliebten Spiels Fußball in der römischen Antike herausarbeitet. Als Referenz wird dabei auf eine „Festschrift M. Sammer“ verwiesen. Aufgrund erheblichen Termindrucks seitens der Redaktion ging der Scherz-Artikel in den Druck und gilt heute als eines der bekanntesten „U-Boote“ der modernen Lexikografie.
Meier ist auch als Komponist aktiv. Am 28. Januar 2023 wurde sein Klavierkonzert in D in Tübingen uraufgeführt. Den Solopart übernahm der Pianist Hinrich Alpers, begleitet vom Akademischen Orchester Tübingen unter Philipp Amelung.

## Schriften (Auswahl)
Monographien
- Aristokraten und Damoden. Untersuchungen zur inneren Entwicklung Spartas im 7. Jahrhundert v. Chr. und zur politischen Funktion der Dichtung des Tyrtaios. Steiner, Stuttgart 1998, ISBN 3-515-07430-9 (Zugleich: Dissertation, Universität Bochum 1998).
- Das andere Zeitalter Justinians. Kontingenzerfahrung und Kontingenzbewältigung im 6. Jahrhundert n. Chr. (= Hypomnemata. Untersuchungen zur Antike und zu ihrem Nachleben. Band 147). Vandenhoeck & Ruprecht, Göttingen 2003, ISBN 3-525-25246-3 (Zugleich: Habilitations-Schrift, Universität Bielefeld 2002; Besprechung bei H-Soz-u-Kult; Besprechung (Plekos); Besprechung (sehepunkte)).
- mit Barbara Patzek, Uwe Walter und Josef Wiesehöfer: Deiokes, König der Meder. Eine Herodot-Episode in ihren Kontexten (= Oriens et Occidens. Band 7). Franz Steiner, Stuttgart 2004, ISBN 3-515-08585-8.
- Justinian. Herrschaft, Reich und Religion. C. H. Beck, München 2004, ISBN 3-406-50832-4 (Besprechung (sehepunkte); Besprechung (H-Soz-u-Kult)).
- Anastasios I. Die Entstehung des Byzantinischen Reiches. Klett-Cotta, Stuttgart 2009, ISBN 978-3-608-94377-1.
- mit Steffen Patzold: August 410 – Ein Kampf um Rom. Klett-Cotta, Stuttgart 2010, ISBN 978-3-608-94646-8.
- Caesar und das Problem der Monarchie in Rom (= Schriften der Philosophisch-historischen Klasse der Heidelberger Akademie der Wissenschaft. Band 52.). Winter, Heidelberg 2014, ISBN 3-8253-6248-5.
- Das Kunstwerk der Zukunft und die Antike. Konzeption – Kontexte – Wirkungen (= Wagner in der Diskussion. Band 18). Königshausen & Neumann, Würzburg 2019.
- Geschichte der Völkerwanderung. Europa, Asien und Afrika vom 3. bis zum 8. Jahrhundert n. Chr. C. H. Beck, München 2019, ISBN 978-3-406-73959-0 (7. Auflage ebenda 2021; Besprechung).
- Die neronische Christenverfolgung und ihre Kontexte. Winter, Heidelberg 2020, ISBN 978-3-8253-4805-2 (Besprechung).
- mit Steffen Patzold: Gene und Geschichte. Was die Archäogenetik zur Geschichtsforschung beitragen kann. Hiersemann, Stuttgart 2021, ISBN 978-3-7772-2103-8.
- Die Hunnen. Geschichte der geheimnisvollen Reiterkrieger. C. H. Beck, München 2025, ISBN 978-3-406-82915-4.

Herausgeberschaften
- Pest. Die Geschichte eines Menschheitstraumas. Klett-Cotta, Stuttgart 2005, ISBN 3-608-94359-5 (Besprechung (sehepunkte)).
- Sie schufen Europa. Historische Portraits von Konstantin bis Karl dem Großen. Beck, München 2007, ISBN 978-3-406-55500-8.
- mit Steffen Patzold: Chlodwigs Welt. Organisation von Herrschaft um 500 (= Roma aeterna. Band 3). Steiner, Stuttgart 2014, ISBN 978-3-515-10853-9.
- mit Christine Radtki, Fabian Schulz: Die Weltchronik des Johannes Malalas. Autor – Werk – Überlieferung (= Malalas-Studien. Schriften zur Chronik des Johannes Malalas. Band 1). Steiner, Stuttgart 2016, ISBN 3-515-11099-2
- mit Ewald Frie und Dennis Schmidt: Bedroht sein. Gesellschaften unter Stress im Vergleich. Mohr Siebeck, Tübingen 2019, ISBN 978-3-16-156950-0.
- mit Federico Montinaro: A Companion to Procopius of Caesarea. Brill, Leiden 2022.
- mit Ewald Frie: Krisen anders denken. Wie Menschen mit Bedrohungen umgegangen sind und was wir daraus lernen können. Propyläen, Berlin 2023, ISBN 978-3-549-10059-2.